# Sømarke
Sømarke er en lille bebyggelse i Magleby Sogn på Møn.
Øst for Sømarke ligger på Stendyssevej Møns bedst kendte stendysse, Sømarkedyssen. På en bakketop ligger et fritstående stort dyssekammer med en kort gang. Dyssen er bygget af 7 bæresten og en stor dæksten. Dækstenen er kendt for dens 180 skåltegn fra bronzealderen.
- Stendysse Sømarke
- Sømarkedyssen

54°59′32″N 12°29′23″Ø / 54.99222°N 12.48972°Ø